# Ethiopia Nigd Bank
Ethiopia Nigd Bank, auch bekannt unter Banks SC oder Commercial Bank of Ethiopia Sports Association, kurz CBE SA, ist ein Fußballverein aus Addis Abeba in Äthiopien. Der Verein spielt in der höchsten nationalen Liga, der äthiopischen Premier League und konnte in der Saison 2023/24 erstmals die nationale Meisterschaft gewinnen.

## Geschichte
Der Verein wurde 1982 als Banks SC von der größten äthiopischen Bank, der Commercial Bank of Ethiopia gegründet. 1989 trat der Klub erstmals nachweislich in Erscheinung. In der Saison 1994 wurde Banks SC Vizemeister hinter dem äthiopischen Rekordmeister Saint-George SA.
Bei der Gründung der äthiopischen Premier League in der Saison 1997/98 war Banks SC zunächst nicht dabei und stieß erst zwei Spielzeiten später zur neuen Spielklasse dazu. In ihrer Debütsaison erreichte die Mannschaft einen guten vierten Platz. In den Folgespielzeiten war man immer zwischen den Plätzen 4 bis 9 vertreten. Außerdem gelang in der Spielzeit 2003/04 mit dem äthiopischen Pokal der erste Titelgewinn. Im Finale schlug man den Ethiopian Coffee SC mit 1:0. Auch das Supercup-Finale gegen den amtierenden Meister Awassa Kenema gewann Banks SC mit 2:1. Der Pokalsieg berechtigte den Klub an der Teilnahme des CAF Confederation Cup 2005. Die Vorrunde überstand man kampflos, da der kenianische Gegner Chemelil Sugar nicht antrat. In der 1. Runde erreichte man im Hinspiel zuhause ein 0:0-Unentschieden gegen den ägyptischen Vertreter al-Mokawloon al-Arab, verlor das Rückspiel allerdings mit 1:3 und schied aus. In der Saison 2006/07 entging das Team erstmals knapp dem Abstieg.
2010 kam Banks SC bisher zweite und bisher letzte Mal am CAF Confederation Cup teil. In der Vorrunde besiegte der Verein den kenianischen Vertreter AFC Leopards nach Hin- und Rückspiel mit 4:3, scheiterte im Anschluss jedoch abermals an einer Mannschaft aus Ägypten, dieses Mal an Haras El-Hodood SC (1:6). Im Dezember 2010 wurde der Verein Commercial Bank of Ethiopia Sports Association, kurz CBE SA, umbenannt.
In der Spielzeit 2016/17 musste der Klub den ersten Abstieg der Vereinsgeschichte in die Ethiopian Higher League hinnehmen. 2021/22 verpasste man den Aufstieg ins Oberhaus als Tabellenzweiter hinter EEPCO nur knapp. In der Folgesaison glückte dann der Wiederaufstieg. Als Aufsteiger gelang der CBE SA direkt der Gewinn des Meistertitels 2023/24 und damit der erste Gewinn der äthiopischen Premier League überhaupt. Mit nur einem Punkt Vorsprung konnte man den Defence Force SC hinter sich lassen. Dadurch debütierte der Verein in der CAF Champions League 2024/25, schlug in der ersten Runde den SC Villa aus Uganda, verlor dann allerdings deutlich gegen den Young Africans SC aus Tansania mit 1:7.
Nach dem Titelgewinn gab es einen weiteren Namenswechsel, nun heißt der Klub Ethiopia Nigd Bank. Die Saison als Titelverteidiger lief eher durchwachsen und am Ende landete die Mannschaft auf Platz 11.

## Weitere Abteilungen
Der Verein besitzt eine Frauenmannschaft, welche ebenfalls in der höchsten nationalen Spielklasse aktiv ist.

## Stadion
Seine Heimspiele trägt der Klub im Addis-Abeba-Stadion aus, welches eine Kapazität von 35.000 Plätzen hat.

## Titel und Erfolge
- Äthiopische Premier League (1×): 2023/24
- Äthiopischer Pokal (1×): 2004
- Äthiopischer Supercup (1×): 2004
- Addis Ababa City Cup (1×): 2014

## Abschneiden in CAF-Wettbewerben
- CAF Champions League: 1 Teilnahme

2024/25 – Zweite Runde
- CAF Confederation Cup: 2 Teilnahmen

2005 – Erste Runde
2010 – Erste Runde

## Bekannte Spieler
- Teshome Getu (2000–2002, 2009–2012, 2013–2016)
- Umar Bashiru (aktuell)